# Paysan (personnage de carnaval belge)
Pour les articles homonymes, voir Paysan (homonymie).

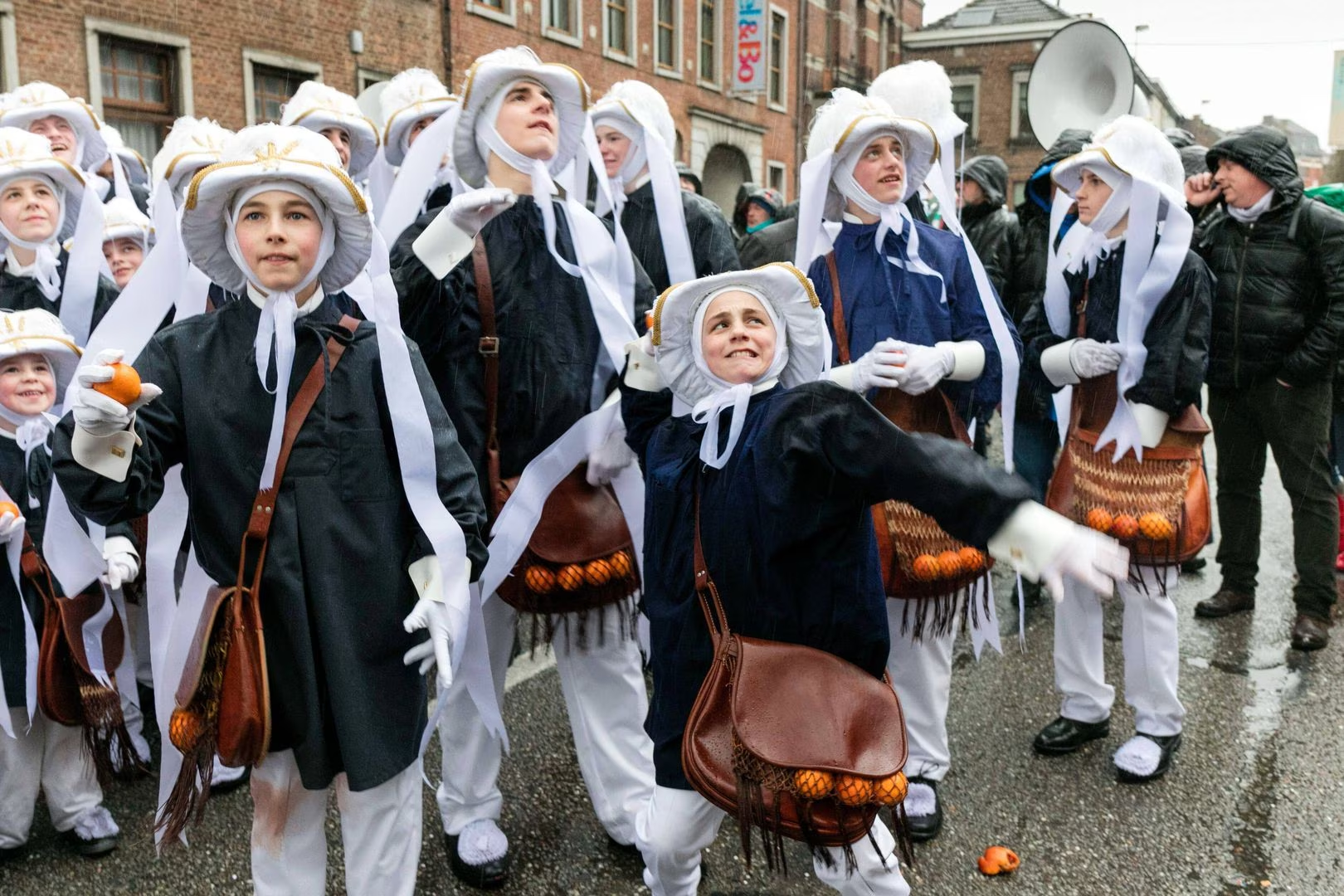
Paysans lançant des oranges dans la foule, le mardi gras

Le paysan est un personnage de carnaval belge. Les plus connus sont ceux du carnaval de Binche.

## Histoire
La Société Royale des Paysans de Binche est une société dite de « fantaisie ». Elle a été créée en 1929 et a participé au premier carnaval de Binche en 1930. Traditionnellement, elle est issue du Collège Notre-Dame de Bon Secours de Binche. Les élèves du collège faisant le Paysan sont souvent considérés comme les "futurs gilles", car ils doivent répondre aux mêmes conditions que ceux-ci. Aujourd'hui, il n'est plus nécessaire d'être élève au collège pour devenir Paysan. Il faut cependant répondre à quelques critères.

## Les conditions pour devenir «paysan»
À Binche, il existe plusieurs conditions à respecter afin de pouvoir devenir un « paysan » :
1. Être du sexe masculin ;
2. Être de nationalité belge ;
3. Être Binchois :
  - N’avoir, après sa majorité, jamais participé à un autre carnaval en tant que gille, paysan ou autre,
  - Etre présenté à l'A.D.F. par les représentants de sa société, pleinement responsable,
  - Soit être Binchois de souche,
  - Soit être Binchois d’adoption, c'est-à-dire : être domicilié à Binche depuis 3 ans au moins, le jour du mardi gras.

## Le costume du «paysan»
Le « paysan » porte un costume plus simple que celui du Gille : 
- un sarrau bleu orné de manchettes blanches ;
- un pantalon blanc ;
- des fines chaussures décorées de rubans plissés ;
- des gants blancs  ;
- un ramon blanc, différent de celui du Gille.

Le « paysan » porte également un chapeau orné de deux plumes blanches d’autruche et de longs rubans blancs. Il porte aussi une « barrette » ainsi qu’un large carré de tissu blanc plié sous le menton. Enfin, le Paysan porte un masque presque semblable à celui du Gille, mais sans la moustache et la barbiche.

## Les «paysans» hors de Binche
Le « paysan » est un personnage emblématique du carnaval. C'est pour cela qu'il est présent dans beaucoup de localités, comme Buvrinnes, dans le Hainaut, mais également à Nivelles, dans le Brabant wallon.